# مزرعة

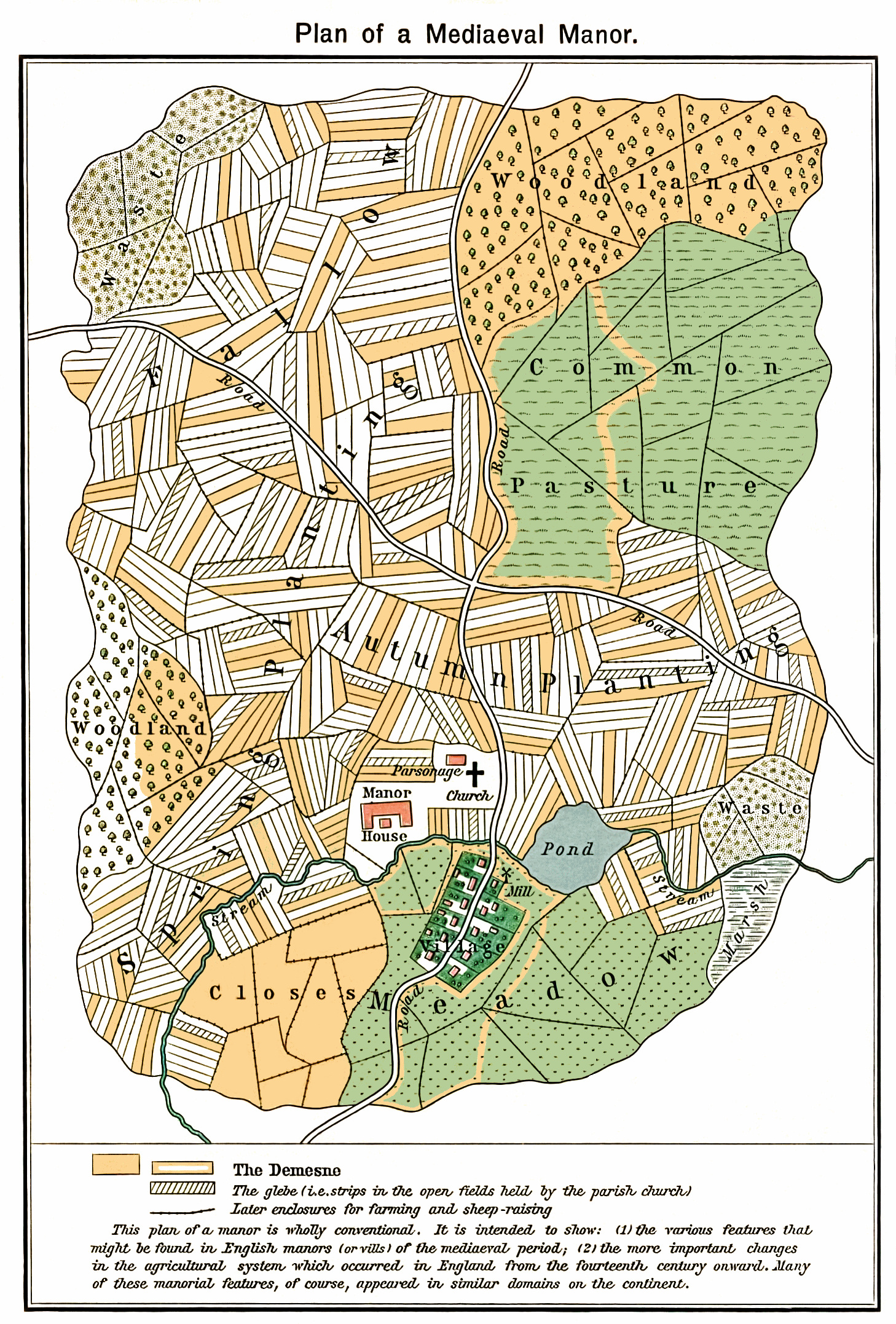
مخطط نموذجي لعزبة إنجليزية في العصور الوسطى توضح استخدام الخطوط الفاصلة للحقول

المزرعة هي مساحة من الأرض، أو من مزرعة مائية، أو بحيرة، أو نهر أو بحر تتضمن العديد من الهياكل المُعدَة خصيصًا لإنتاج الغذاء (المنتجات الزراعية، أو الحبوب، أو الماشية) وألياف النسيج، والوقود، وإدارة هذه الأمور. وهي المركز الرئيسي لإنتاج الغذاء. والمزارع يمكن أن يمتلكها ويديرها فرد واحد، أو عائلة، أو جماعة، أو مؤسسة، أو شركة. ويمكن أن تكون بأي حجم، بدءًا من جزء من الهكتار وصولاً إلى عدة آلاف من وحدات الهكتار.

## أصل الكلمة

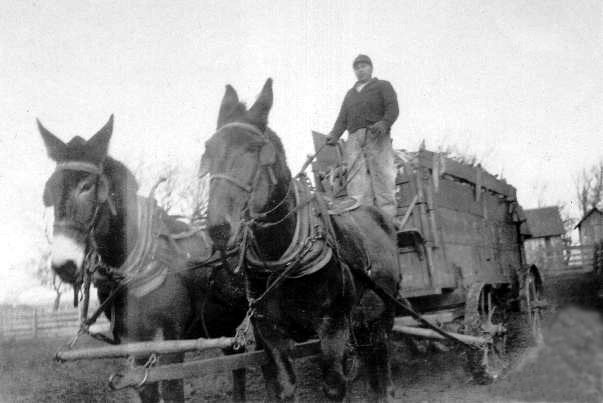
مزارع يحصد المحاصيل مستخدمًا عربة تجرها البغال في العشرينيات بولاية آيوا الأمريكية

إن كلمة «مزرعة» بالإنجليزية، "Farm" - من حيث كونها تعني حيازة أرض زراعية - مشتقة من الفعل "to farm"، ويعني بالعربية «جباية» مصدر عائدات، سواء أكان ضرائب أم جمارك أم إيجارات مجموعة من العِزب، أو امتلاك عزبة فردية بنظام الحيازة الإقطاعية لمزرعة إقطاعية. وتعود الكلمة للاسم اللاتيني firma الذي تعود أصوله للعصور الوسطى؛ والكلمة الفرنسية ferme أيضًا التي تعني اتفاقًا ثابتًا أو تعاقدًا، فيرجع أصلها إلى الوصف اللاتيني الكلاسيكي firmus الذي يعني: قويًّا أو متينًا أو ثابتًا. نظرًا لاشتغال أغلب العزب في العصور الوسطى بالزراعة - التي مثلت مصدر عائداتها الرئيسية - صارت حيازة عزبة بملكية «مزرعة إقطاعية» مرادفًا لممارسة الزراعة ذاتها.

## أنواع المزارع

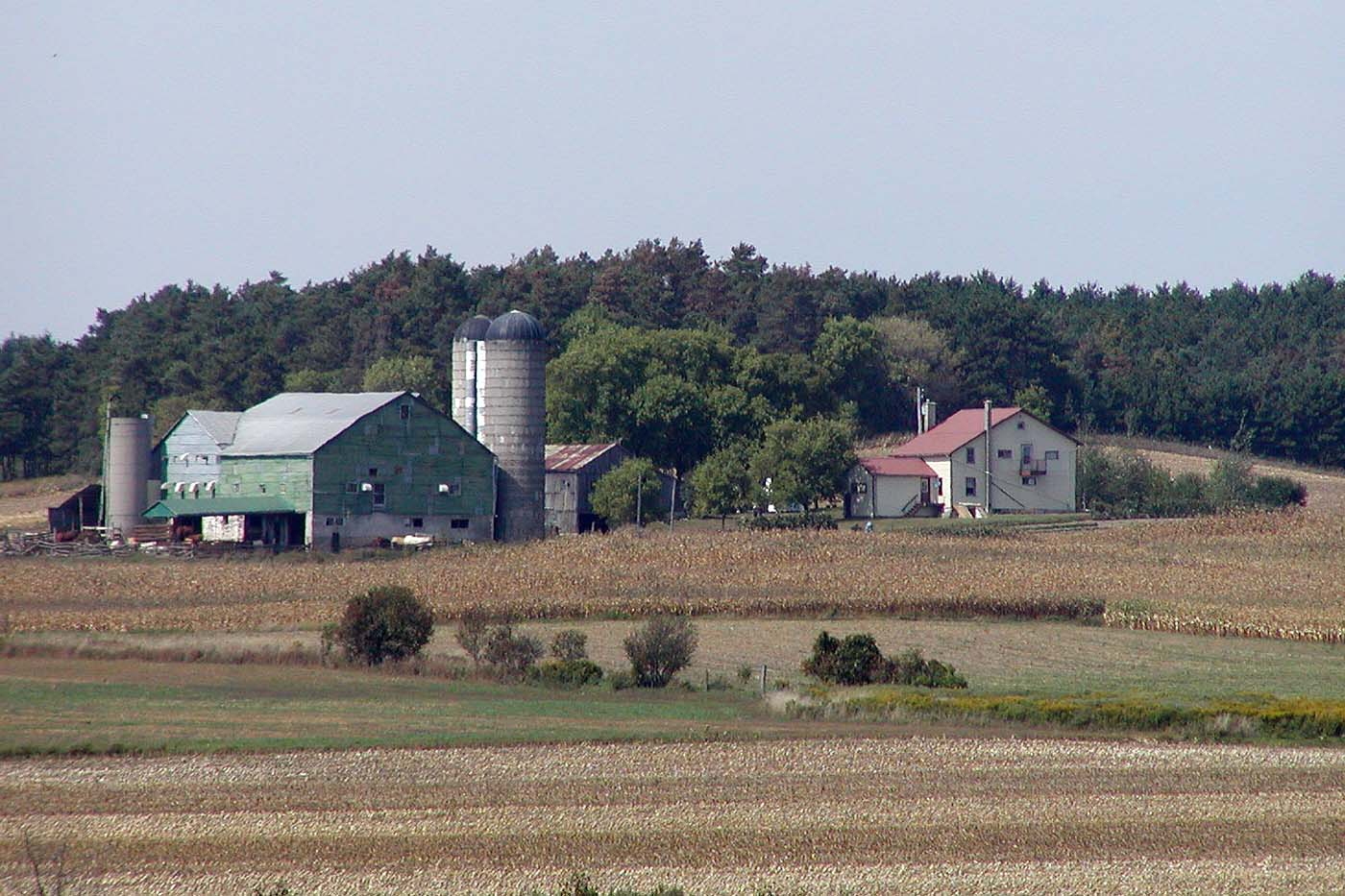
مزرعة حبوب نموذجية في أمريكا الشمالية، ومبانٍ لاحقة بها في أونتاريو بكندا

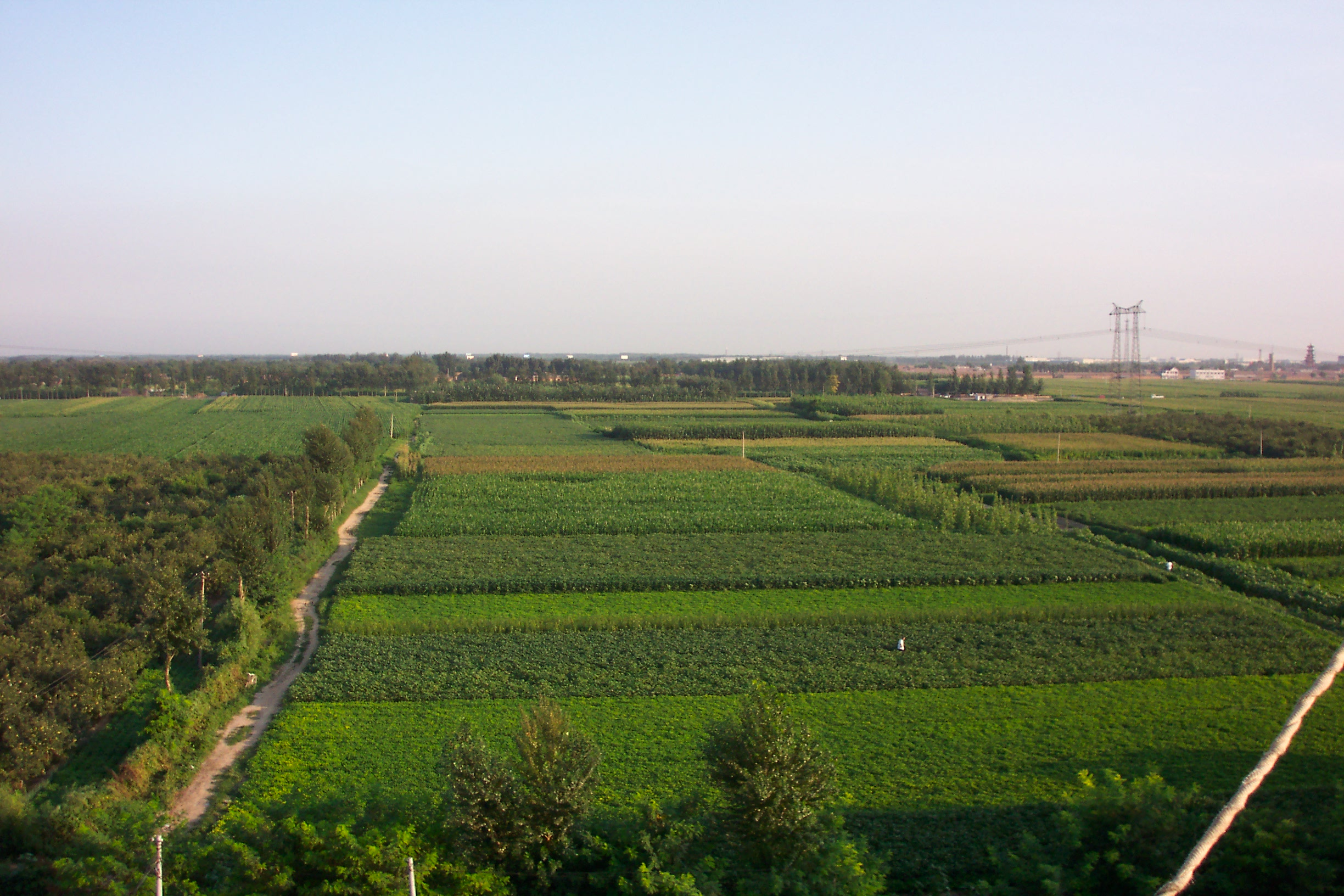
أراضٍ زراعية في مقاطعة خبي بالصين

يُعرَف المكان الذي ينتج المكسرات والفواكه بالبستان؛ أما الكرم فينتج العنب. والإسطبل يُستخدَم بشكل أساسي في أعمال ترويض الخيول. ومزارع الخيول والمزارع التجارية تهدف لتربية الحيوانات والماشية الأخرى، وإنتاجها. والمزرعة التي تُستخدَم بشكل أساسي لإنتاج الألبان ومنتجاتها، فتُعرَف بمزرعة الألبان. ومزرعة الخضراوات أو مزرعة إنتاج الخضراوات للسوق تُستخدَم لزراعة الخضراوات، لكنها لا تتضمن زراعة الحبوب أو زراعة كميات قليلة منها فقط. تشمل أنواع المزارع المتخصصة كذلك المزارع السمكية التي تُربَى فيها الأسماك في أماكن مغلقة لأغراض الغذاء؛ ومزارع الأشجار التي تُزرَع فيها الأشجار لبيعها من أجل زرعها مرة أخرى أو لاستخدام أخشابها، أو لأغراض الديكور. والمزرعة الواسعة هي في الغالب مزرعة أو عزبة يُزرَع فيها القطن، أو التبغ، أو القهوة أو قصب السكر. ويجري هذه الأعمال في الغالب عمال مقيمون في المزرعة.

### أنواع المزارع
- الزراعة الجماعية
- الزراعة الصناعية
- الزراعة المكثفة
- الزراعة المحمية
- الزراعة العضوية
- الزراعة الرأسية
- زراعة المرتفعات

## قائمة المصادر
- Adams، Jane H. (يوليو 1988). "The Decoupling of Farm and Household: Differential Consequences of Capitalist Development on Southern Illinois and Third World Family Farms". Comparative Studies in Society and History. ج. 30 ع. 3: 453–482. DOI:10.1017/S0010417500015334.
- Blackbourn، David (1998). The Long Nineteenth Century: A History of Germany, 1780–1918. New York: Oxford University Press.
- Clark، Christopher (2006). Iron Kingdom: The Rise and Downfall of Prussia, 1600–1947. Cambridge, Massachusetts: The Belknap Press of Harvard University Press. مؤرشف من الأصل في 2022-12-09.
- Gregor، Howard F. (يوليو 1969). "Farm Structure in Regional Comparison: California and New Jersey Vegetable Farms". Economic Geography. Economic Geography, Vol. 45, No. 3. ج. 45 ع. 3: 209–225. DOI:10.2307/143091. JSTOR:143091.
- Grigg، David (يوليو 1966). "The Geography of Farm Size a Preliminary Survey". Economic Geography. Economic Geography, Vol. 42, No. 3. ج. 42 ع. 3: 205–235. DOI:10.2307/142007. JSTOR:142007.
- Schmidt، Elizabeth (1992). Peasants, Traders, and Wives: Shona Women in the History of Zimbabwe, 1870–1939. Portsmouth, New Hampshire: Heinemann.

## وصلات خارجية
- "Tiny Farm Wiki". مؤرشف من الأصل في 2019-05-22.
- "Farming styles and extension in broadacre cropping". The Australian Society of Agronomy. مؤرشف من الأصل في 2019-11-01. اطلع عليه بتاريخ 2007-04-18.
- "What is Sustainable Agriculture?". University of California. ديسمبر 1997. مؤرشف من الأصل في 2012-03-18. اطلع عليه بتاريخ 2007-04-18.
- Diver، Steve (أغسطس 2002). "Introduction to Permaculture: Concepts and Resources". The ATTRA Project. مؤرشف من الأصل في 2011-05-15. اطلع عليه بتاريخ 2007-04-18.
- "Tiny Extremadura Farm". مؤرشف من الأصل في 2018-09-12.
- Open Source Ecology
- "The National Agricultural Workers Survey". U.S. Department of Labor. مؤرشف من الأصل في 2017-05-13. اطلع عليه بتاريخ 2013-03-28.